# Bartha János (színművész, 1915–1991)
Bartha János, vagy külföldön John Bartha (Csíkszereda, 1915. február 6. – Budapest, 1991. március 7.) magyar színész. Az 1956-os forradalom következtében disszidált Nyugatra, ahol az 1960-as és 1970-es években számtalan spagettiwesternben szerepelt.

## Élete
Az 1940-es évek elején különböző vidéki színházakban lépett fel, 1948 és 1956 között pedig több budapesti színház tagja volt. Az 1956-os forradalom következtében emigrált.
Élete során több mint 100 filmben szerepelt. Leghíresebb szerepe A Jó, a Rossz és a Csúf című filmben a seriff szerepe. Ezenkívül feltűnt még a Terence Hill főszereplésével készült Vigyázat, vadnyugat! és a Bud Spencer főszereplésével készült Seriff és az idegenek című filmben is.

## Filmjei

### Magyarországi filmjei
- Mágnás Miska (1949) – a szolgálók egyike
- Díszmagyar (1949) – a grófok egyike
- Teljes gőzzel (1951) – Román László, fűtő
- Vihar (1952) – fuvolás, traktoros és az egyik arató
- Állami Áruház (1952) – aki a csónakházban a kajakot cipelő Kabos László mellett elmegy egy evezőlapáttal a vállán és odaszól Kabosnak, hogy: „vidd csak komám…”
- A biztonságos közlekedésért (1953) – az egyik ittas sofőr
- Föltámadott a tenger (1953) – az egyik osztrák katona, aki egy jelenetben azt mondja, hogy „A császár megszökött!”
- Kiskrajcár (1953) – Simics, a Madaras brigád tagja
- Körúti tánc (1954) – a férfi, aki átadja az üzenetet Kovács Péternek
- Gázolás (1955) – a rendőr, aki bevezeti Ágh Pétert a tárgyalásra tanúskodni
- Budapesti tavasz (1955) – az egyik csendőr a film elején
- Gábor diák (1955) – Gül Baba egyik színes bőrű szolgálója
- Tűz a határban (1955) – aki a film végén átadja a kitüntetéseket
- Az élet hídja (1955) – az egyik hídépítő munkás
- A legokosabb ember (1956) – bányász, Szabó Bálint brigádjának az egyik tagja
- Eltüsszentett birodalom (1956) – katona
- A csodacsatár (1956) – a futbol focicsapat egyik tagja
- A császár parancsára (1956) – egyik osztrák katona, aki csapdába próbálja csalni Laczkovicsot

### Olaszországi / Nemzetközi filmjei
- Il Re di Poggioreale (1961)
- Nerone '71 (1962)
- Szemiramisz legendája (Io Semiramide) (1962) - Althar
- Kleopátra (Cleopatra) (1963)
- Il boia di Venezia (1963) - Messere Leonardo
- Il leone di San Marco (1963) - Fieschi gróf
- A Rózsaszín Párduc (film, 1963) (The Pink Panther) (1963) – rendőr
- A Jó, a Rossz és a Csúf (Il buono, il brutto, il cattivo) (1966) – sheriff
- Arizona Colt (1966)
- Tetőnk, a csillagos ég (... e per tetto un cielo di stelle) (1968) – szatócs
- 7x7 (Sette volte sette) (1968) – az egyik szenet lapátoló rab
- Hé, barátom, itt van Sabata (Ehi amico... c'è Sabata. Hai chiuso!) (1969) – sheriff
- Sono Sartana, il vostro becchino (1969) – sheriff
- Halál Rommelre! (Uccidete Rommel) (1969)
- Gerard kalandjai (The Adventures of Gerard) (1969)
- C'è Sartana... vendi la pistola e comprati la bara! (1970) – sheriff
- Testa t'ammazzo, croce... sei morto - Mi chiamano Alleluja (1970/71)
- Sabata visszatér (È tornato Sabata... hai chiuso un'altra volta!) (1971) – sheriff
- Vigyázat, vadnyugat! (... e poi lo chiamarono il Magnifico) (1972) – Jeremiah, vasáru kereskedő
- Kettős bűntény Hamburgban (Un uomo da rispettare / Ein achtbarer Mann) (1972)
- Sotto a chi tocca! (1972)
- Ne zaklasd a kiskacsát! (Non si sevizia un paperino) (1972) – rendőr
- Cosimo de' Medici kora - 3. rész: Leon Battista Alberti: A humanizmus (TV-sorozat) (1973) – V. Miklós pápa
- Lucky Luciano (1973)
- Anna, quel particolare piacere (1973) - Gerli
- La polizia sta a guardare (1973) - rendőr
- Fehér Agyar (Zanna Bianca) (1973)
- Fehér Agyar visszatér (Il ritorno di Zanna Bianca / Die Teufelsschlucht der wilden Wölfe) (1974)
- Daisy Miller (1974)
- Gatti rossi in un labirinto di vetro (1974)
- Der kleine Schwarze mit dem roten Hut / Prima ti suono e poi ti sparo (1975)
- Lo sgarbo (1975)
- Roma violenta (1975)
- Il cav. Costante Nicosia demoniaco, ovvero: Dracula in Brianza (1975)
- Noi non siamo angeli (1975) – sheriff
- Kitty szalon (Salon Kitty) (1975)
- A seriff és az idegenek (Chissà perché... capitano tutte a me) (1980) – sheriff
- Cannibal ferox (1980/81) – brooklyni gengszter

## Bibliográfia
- Elley, Derek. World Filmography: 1967. Fairleigh Dickinson Univ Press, 688. o. (1977). ISBN 9780498015656
- Enyedi Sándor: Rivalda nélkül. A határon túli magyar színjátszás kislexikona. Teleki Intézet, 1999